# La Thuile (Savoie)
La Thuile ist eine französische Gemeinde mit 348 Einwohnern (Stand: 1. Januar 2022) im Département Savoie in der Region Auvergne-Rhône-Alpes. Sie gehört zum Arrondissement Chambéry und ist Mitglied des Gemeindeverbands Communauté d’agglomération du Grand Chambéry. Die Bewohner werden Thuillards und Thuillardes genannt.

## Geographie
La Thuile liegt auf 874 m über dem Meeresspiegel, etwa 11 km ostsüdöstlich der Stadt Chambéry (Luftlinie). Das Bauerndorf erstreckt sich im Westen des Département Savoie, im äußersten Süden des Massivs der Bauges, in einem Talbecken am Lac de la Thuile, am Südfuß des Pic de la Sauge. Die Gemeinde liegt innerhalb des Regionalen Naturparks Massif des Bauges.
Die Fläche des 18,26 km² großen Gemeindegebiets umfasst einen Abschnitt des Massivs der Bauges. Der zentrale Teil des Gebietes wird von einem wenig reliefierten Becken eingenommen, das durchschnittlich auf 850 m liegt und einen Durchmesser von etwa 2,5 km aufweist. Das mehr oder weniger runde Becken ist in alle Richtungen außer nach Nordwesten abgeschlossen. Es wird durch den Ruisseau de Ternèze zur Leysse (Zufluss des Lac du Bourget) entwässert. Im Talbecken befindet sich der 7,3 ha große Lac de la Thuile. Begrenzt wird das Becken auf seiner Südseite von einem scharfen Berggrat, der sehr steil gegen die Talfurche der Isère abfällt. Wichtige Gipfel dieses Grates sind der Sommet de Montgelas (1300 m), der Roche du Guet (1209 m) und der Rochefort (1102 m). Nach Norden erstreckt sich das Gemeindeareal in das Quellgebiet des Ruisseau de Ternèze im Bereich der Höhen von Pic de la Sauge (1612 m), Pointe de la Galoppaz (bis 1640 m, höchste Erhebung von La Thuile) und Mont Charvet (1572 m).
Zu La Thuile gehören neben dem eigentlichen Ortskern auch verschiedene Weilersiedlungen und Gehöfte, darunter:
- Monthoux (760 m) am Ruisseau de Ternèze am Ausgang aus dem Talbecken von La Thuile
- Morion (840 m) inmitten des Talbeckens
- Necuidet (800 m) im südlichen Teil des Beckens
- La Rongère (860 m) im Tal des Ruisseau de Ternèze am Fuß des Pic de la Sauge

Nachbargemeinden von La Thuile sind Puygros, Thoiry und Aillon-le-Jeune im Norden, Saint-Jean-de-la-Porte und Cruet im Osten, Montmélian und Porte-de-Savoie mit Francin im Süden sowie Chignin und Curienne im Westen.

## Geschichte
Das Gebiet von La Thuile gehörte zum Besitz des Bischofs von Grenoble.

## Sehenswürdigkeiten
Die Dorfkirche von La Thuile stammt aus dem 19. Jahrhundert. Eine Natursehenswürdigkeit bildet der Lac de la Thuile.

## Bevölkerung
Mit 348 Einwohnern (1. Januar 2022) gehört La Thuile zu den kleinen Gemeinden des Départements Savoie. Nachdem die Einwohnerzahl in der ersten Hälfte des 20. Jahrhunderts stark rückläufig war, wurde seit Beginn der 1980er Jahre wieder eine leichte Bevölkerungszunahme verzeichnet.
| Jahr                       | 1962 | 1968 | 1975 | 1982 | 1990 | 1999 | 2009 | 2020 |
| -------------------------- | ---- | ---- | ---- | ---- | ---- | ---- | ---- | ---- |
| Einwohner                  | 261  | 242  | 198  | 197  | 229  | 258  | 283  | 341  |
| Quellen: Cassini und INSEE |      |      |      |      |      |      |      |      |

## Wirtschaft und Infrastruktur
La Thuile war bis weit ins 20. Jahrhundert hinein ein vorwiegend durch die Landwirtschaft, hauptsächlich Milchwirtschaft und Viehzucht, geprägtes Dorf. Daneben gibt es heute einige Betriebe des lokalen Kleingewerbes. Viele Erwerbstätige sind Wegpendler, die in den größeren Ortschaften der Umgebung, insbesondere im Raum Chambéry ihrer Arbeit nachgehen.
Die Ortschaft abseits der größeren Durchgangsstraßen. Lokale Straßenverbindungen bestehen mit Curienne, Puygros und Cruet. Der nächste Anschluss an die Autobahn A43 befindet sich in einer Entfernung von rund 17 Kilometern.